# Czesław Mętrak

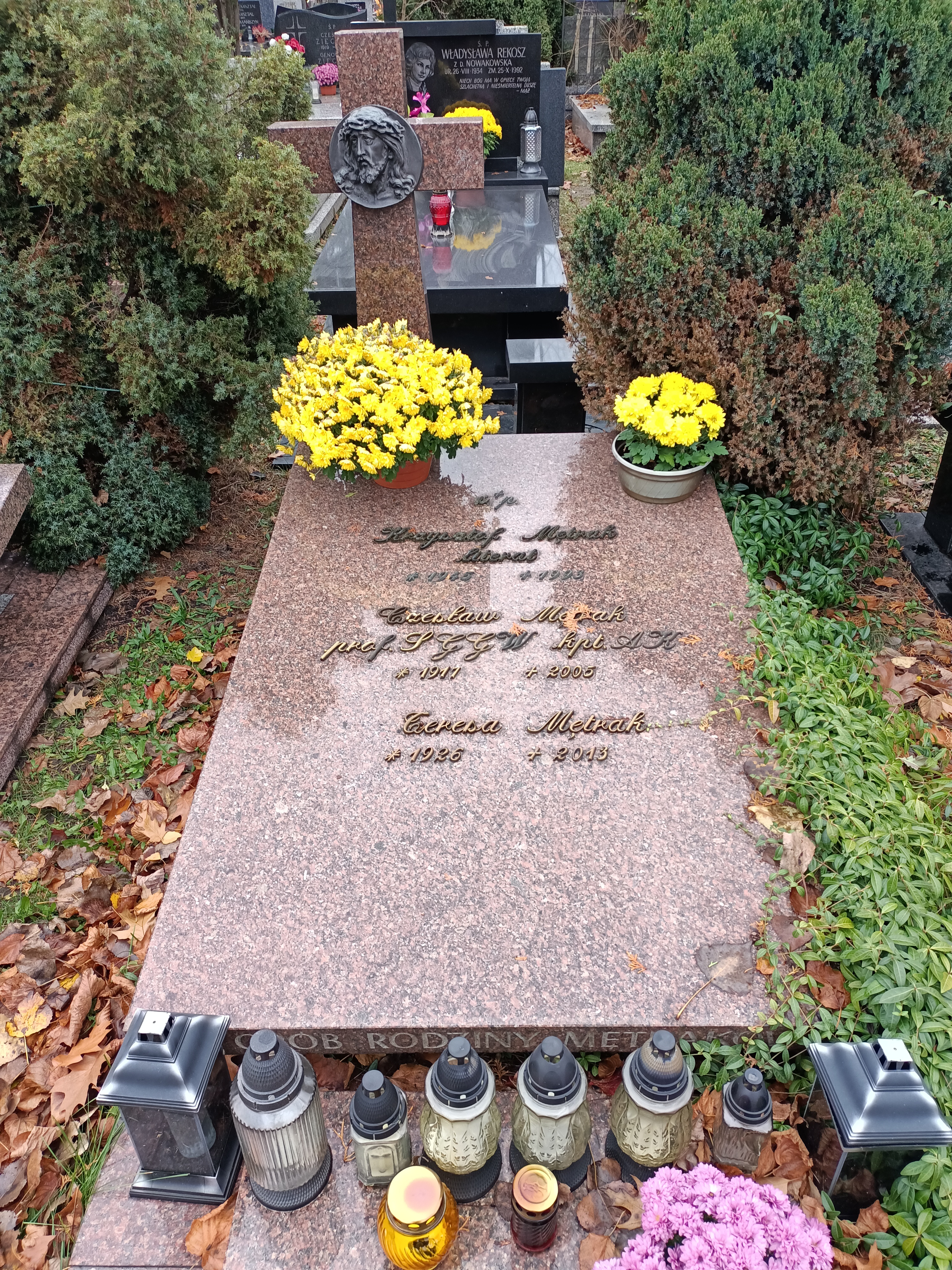
Grób Krzysztofa Mętraka na Cmentarzu Komunalnym Północnym

Czesław Mętrak (ur. 13 kwietnia 1917, zm. 12 października 2005) – polski naukowiec, profesor Szkoły Głównej Gospodarstwa Wiejskiego.

## Życiorys
We wrześniu 1939 w czasie wojny obronnej walczył w Warszawskiej Brygadzie Pancerno-Motorowej pod dowództwem Stefana Roweckiego. Trafił do obozu jenieckiego Stalag VIII A w Görlitz, z którego uciekł. Po ucieczce działał w konspiracji. Był komendantem placówki Osieck. Działał pod pseudonimem Druch. Podczas działalności w konspiracji poznał Teresę, z którą wziął ślub w 1944 roku. W 1945 urodził się mu syn Krzysztof Mętrak.
Ukończył w 1950 Szkołę Główną Gospodarstwa Wiejskiego w Warszawie. Następnie w 1960 ukończył Wyższą Szkołę Rolniczą w Poznaniu. W 1971 został mianowany profesorem.
Jest pochowany na Cmentarzu Komunalnym Północnym w Warszawie, kwatera E-III-1 rząd 1, grób 13.

## Odznaczenia
- Złoty Krzyż Zasługi (1949)[4]
- Medal 10-lecia Polski Ludowej (1955)[5]
- Medal za Długoletnie Pożycie Małżeńskie (1999)[6]